# Sociedad Deportiva de Remo Castro Urdiales

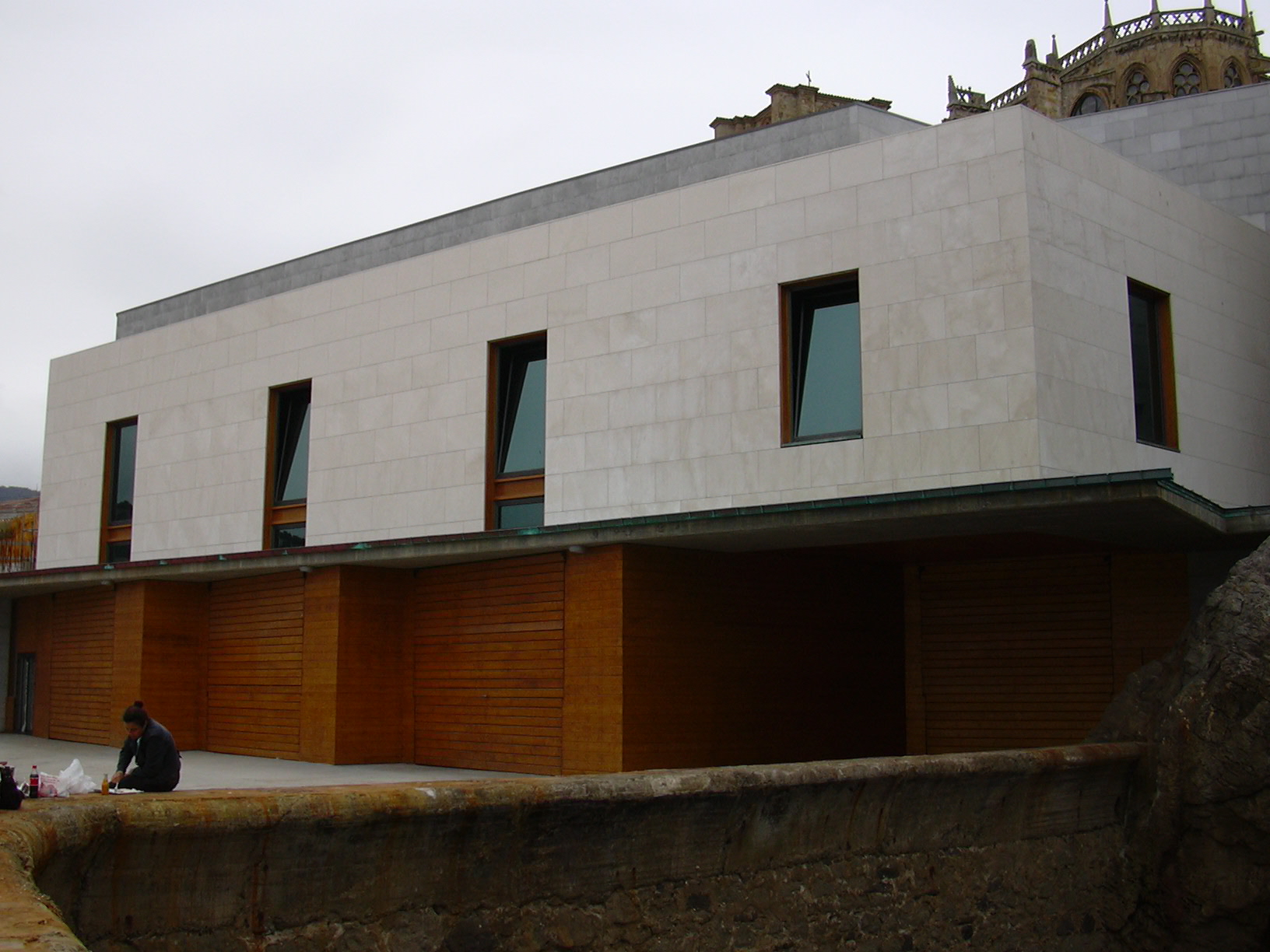
Instalaciones de la Sociedad Deportiva de Remo Castro Urdiales.

La Sociedad Deportiva de Remo Castro Urdiales, conocida simplemente como Castro, es un club deportivo de Castro-Urdiales, en Cantabria (España), que ha alcanzado importantes éxitos a lo largo de su historia. Aunque aún no constituida como sociedad de remo, su primer triunfo fue al imponerse a otras traineras de Cantabria y Vizcaya en la regata celebrada en Santander el 23 de junio de 1861, en presencia de la reina Isabel II que estaba de visita en la ciudad. Desde entonces ha disputado regatas en todas las categorías y modalidades de banco fijo, en bateles, trainerillas y traineras.

## Historia
Se trata del club de remo más antiguo del mar Cantábrico (1879), fundado tras una fuerte galerna que se produjo el 20 de abril de 1878, tristemente conocida por la Galerna del Sábado de Gloria y que José María de Pereda recogería en su novela Sotileza. En este suceso 322 pescadores murieron ahogados en el Cantábrico (132 cántabros y 190 vascos). Como ayuda a sus familias se organizó una regata contra traineras vizcaínas, las cuales se alzaron con la victoria. Para evitar futuras derrotas se creó la Sociedad de Remo.
A partir de 1930 es cuando la trainera de Castro consigue unos tiempos meritorios como para llamarla "la invencible", patroneada por Dionisio Iriberri "Pelucu". Y no pasó a la historia de La Concha por la mala suerte del primer día de competición, pues en la segunda jornada marcó el mejor tiempo, y además estableció una marca que se tardó años en batir.
Siendo su presidente Vicente Herrera, el club prepara un batel que participa en la primera regata de bateles celebrada en Castro, el 15 de agosto de 1966. La Sociedad fue formada por un grupo de amigos, siendo su primer presidente Juan Carlos Verde. El 30 de noviembre de 1966, la SDR Castro participó en la primera regata no oficial con el batel 'Castreñuco', siendo patrón Chelín Lazcano.
La SDR Castro cambió de directiva en 1969, pasando a ser presidida por Salva Barquín. En este año, las competiciones de bateles son regulares, y en trainerillas Castro es casi invencible, siendo patrón Carmelo. Consiguiendo el récord de ganar 60 de los 61 encuentros disputados. En esta época dorada del remo castreño, sólo Pasajes de San Juan consigue vencer a Castro en San Sebastián.
Desde 1974 la trainera de la SDR Castro Urdiales lleva el nombre de "La Marinera". A finales de 2009 era la trainera que más banderas había ganado en la historia de la ACT.

## Palmarés
Títulos Nacionales

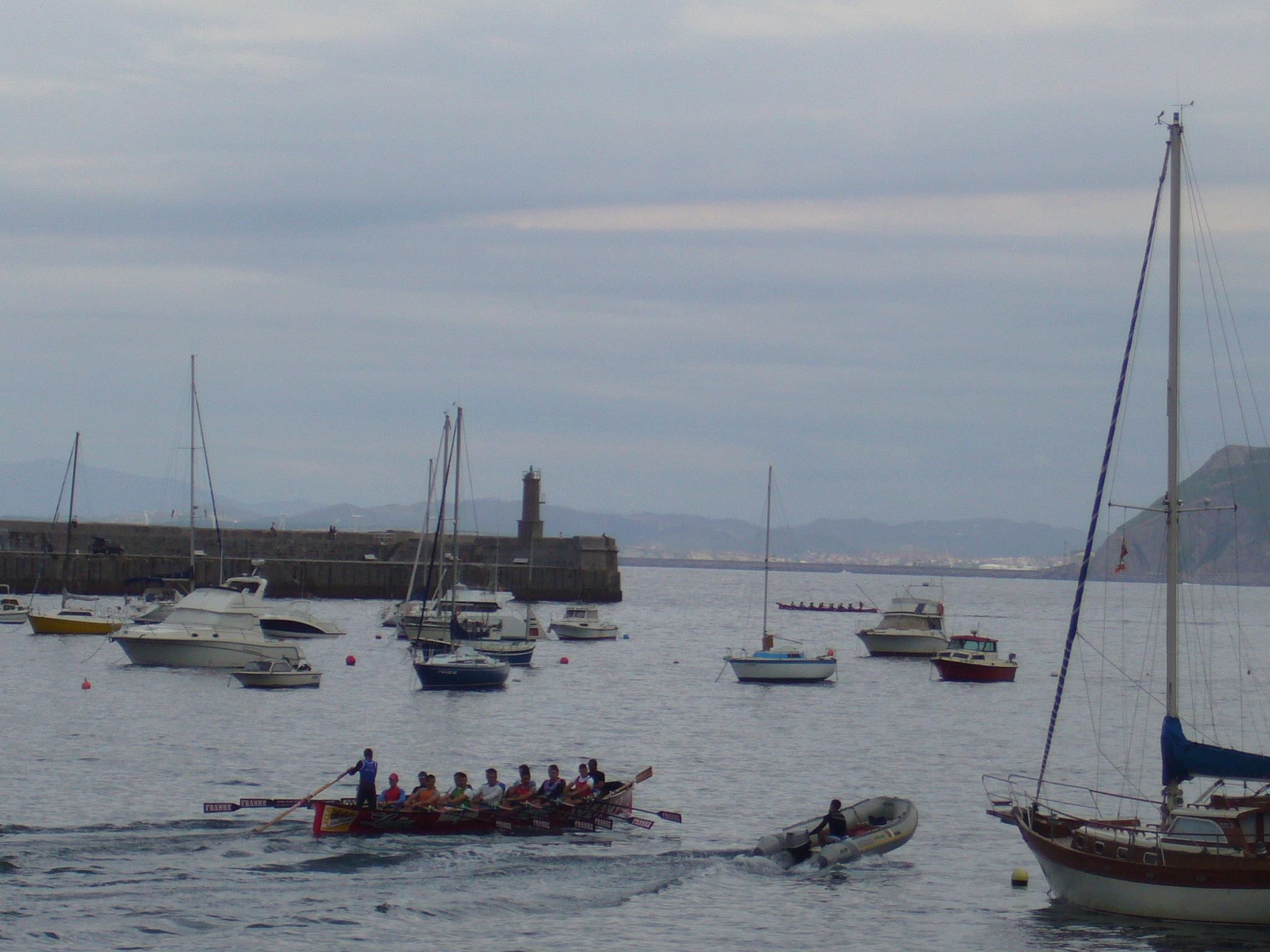
La Marinera entrenando en el puerto.

- 1 Liga San Miguel,(Liga ACT, Asociación de Clubs de Traineras): 2009
- 1 Campeonato de España de Traineras: 2001.
- 2 Campeonatos de España de Trainerillas
- 3 Campeonatos de España de Bateles
- 2 Ligas de Traineras de la Federación Vasca: 2001 y 2002.
- 1 Copa de S. E. El Generalísimo: 1974.
- 1 Copa del Rey: 1984.[1]

Títulos Regionales
- 11 Campeonatos de Cantabria de traineras: 1974, 1975, 1977, 1980, 1981, 1982, 1984, 1990, 2001, 2002 y 2010.
- 1 Campeonato de Cantabria de Remoergómetro

Banderas
- 4 Banderas de La Concha: 2001, 2002, 2006 y 2008.
- 2 Trofeos Portus Amanus: 1975[2] y 1976.
- 9 Banderas Sotileza: 1977, 1980, 1981, 1984, 1986, 1987, 1990, 1998 y 1999.
- 3 Banderas de Santander: 1981, 1984.
- 2 Banderas de Santoña: 1981
- 1 Bandera de Moaña: 1984.
- 4 Banderas Bansander: 1987, 1990, 2002 y 2009.
- 5 Banderas Ciudad de Castro-Urdiales: 1996, 1998, 2000, 2002 y 2006.
- 6 Banderas Caja Cantabria: 1998, 1999, 2001, 2002, 2006 y 2011.
- 2 Banderas de Camargo: 1998 y 1999.
- 2 Banderas de Fuenterrabía: 1999 y 2001.
- 1 Bandera de Sestao: 2000.
- 1 Bandera de Santurce: 2001.
- 1 Bandera de La Rioja: 2002.
- 1 Bandera de Pasajes: 2003.
- 1 Bandera de Orio: 2005.
- 3 Banderas de Zarauz: 2005, 2008 y 2009.
- 2 Banderas de Guecho: 2008 y 2009.
- 2 Banderas de Plencia: 2008 y 2009.
- 1 Gran Premio El Corte Inglés
- 1 Bandera de O Grove
- 2 Banderas Flavióbriga: 2006 y 2010.
- 3 Banderas de la Sociedad Deportiva de Remo Castro Urdiales: 2006, 2009 y 2010.
- 4 Banderas de Laredo: 1977, 1982, 2006 y 2022.
- 3 Banderas de Bermeo: 2002, 2006 y 2009.
- 5 Banderas Hipercor: 2001, 2002, 2005, 2008 y 2009.

## Presidentes
| #  | Presidente                        | Período   |
| -- | --------------------------------- | --------- |
| 1  | Juan Carlos Verde Arriola         | 1966-1967 |
| 2  | José Luis Peña Rodríguez          | 1967-1969 |
| 3  | Salvador Barquín Millor           | 1969-1970 |
| 4  | Carlos Soba                       | 1970-1971 |
| 5  | Vicente Herrera                   | 1971-1972 |
| 6  | José Lazcano                      | 1972-1973 |
| 7  | José María Villanueva Rodríguez   | 1973-1977 |
| 8  | José Miguel Rodríguez             | 1977-1981 |
| 9  | Juan Mari Ulloa Gallastegui       | 1981-1983 |
| 10 | José María Villanueva Rodríguez   | 1983-1989 |
| 11 | Eloy Liendo Lopez (Junta gestora) | 1989      |
| 12 | Juan Antonio Santos Mier          | 1989-1993 |
| 13 | Vicente Korta Elizondo            | 1994-2001 |
| 14 | Agustín Anglada                   | 2001-2012 |